# 袁光庭
袁光庭（?—?），唐朝河西戍將。
唐玄宗天宝末年为伊州刺史，安史之乱，西北边戍兵为朝廷赴援，吐蕃趁机进犯河、隴州县。袁光廷为伊州刺史，固守多年，屡次打退吐蕃进攻，外援不至，吐蕃人百般劝说，終不肯降，部下同心。矢石、糧儲并尽，城将陷没，袁光庭手殺死妻儿，自焚而死。唐德宗建中二年七月十九日，朝廷追赠他为工部尚书。